# کیپ تریبیولیشن
کیپ تریبیولیشن (به انگلیسی: Cape Tribulation) یک منطقهٔ مسکونی در استرالیا است که در کوئینزلند واقع شده‌است.